# Trögerner Klamm
Trögerner Klamm este o arie protejată (arie specială de conservare — SAC, sit de importanță comunitară — SCI) din Austria întinsă pe o suprafață de 147,93 ha, integral pe uscat.

## Localizare
Centrul sitului Trögerner Klamm este situat la coordonatele 46°27′34″N 14°29′59″E / 46.4594°N 14.4996°E.

## Înființare
Situl Trögerner Klamm a fost declarat sit de importanță comunitară în decembrie 2018 pentru a proteja 1 specie de animale. Situl a fost protejat și ca arie specială de conservare în decembrie 2018.

## Biodiversitate
Situată în ecoregiunea alpină, aria protejată conține 10 habitate naturale: Râuri de munte și vegetația lor lemnoasă cu Salix elaeagnos, Tufărișuri cu Pinus mugo și Rhododendron hirsutum (Mugo-Rhododendretum hirsuti), Izvoare petrifiante cu formare de travertin (Cratoneurion), Formațiuni pioniere alpine de Caricion bicoloris-atrofuscae, Grohotișuri calcaroase și de șisturi calcaroase de la nivelul montan până la nivelul alpin (Thlaspietea rotundifolii), Pante stâncoase calcaroase cu vegetație casmofită, Păduri pe pante, grohotișuri și ravene de Tilio-Acerion, Păduri aluvionare cu Alnus glutinosa și Fraxinus excelsior (Alno-Padion, Alnion incanae, Salicion albae), Păduri ilirice de Fagus sylvatica (Aremonio-Fagion), Păduri de pin (sub-) mediteraneene cu pini negri endemici.
La baza desemnării sitului se află o specie protejată de  amfibieni: izvoraș-cu-burta-galbenă (Bombina variegata).
Pe lângă speciile protejate, pe teritoriul sitului au mai fost identificate 2 specii de reptile.